# Hurrikan Rita
Der Hurrikan Rita der atlantischen Hurrikansaison 2005 war der stärkste Hurrikan, der seit Beginn regelmäßiger Aufzeichnungen Mitte des 19. Jahrhunderts im Golf von Mexiko beobachtet wurde und der drittstärkste Hurrikan auf dem Atlantik. Er umfasste eine Größe, die der Bundesrepublik Deutschland in etwa nahekommt. Rita erreichte mittlere Windgeschwindigkeiten von bis zu 290 km/h und wurde damit zeitweise mit Stufe 5 in die höchste Kategorie der Saffir-Simpson-Hurrikan-Windskala eingeordnet. Am 24. September 2005 um 02:38 Uhr Ortszeit erreichte Rita – abgeschwächt auf Stufe 3 – an der Grenze zwischen Texas und Louisiana bei der Stadt Sabine Pass die Küste.
Hurrikan Rita trat in einem sturmreichen Jahr auf, sodass das zweite Mal seit Einführung der alphabetischen Bezeichnungen für Hurrikane im Jahr 1953 der Buchstabe R der Namenssequenz erreicht wurde – zuvor war dies nur 1995 mit dem Hurrikan Roxanne der Fall.

## Sturmverlauf

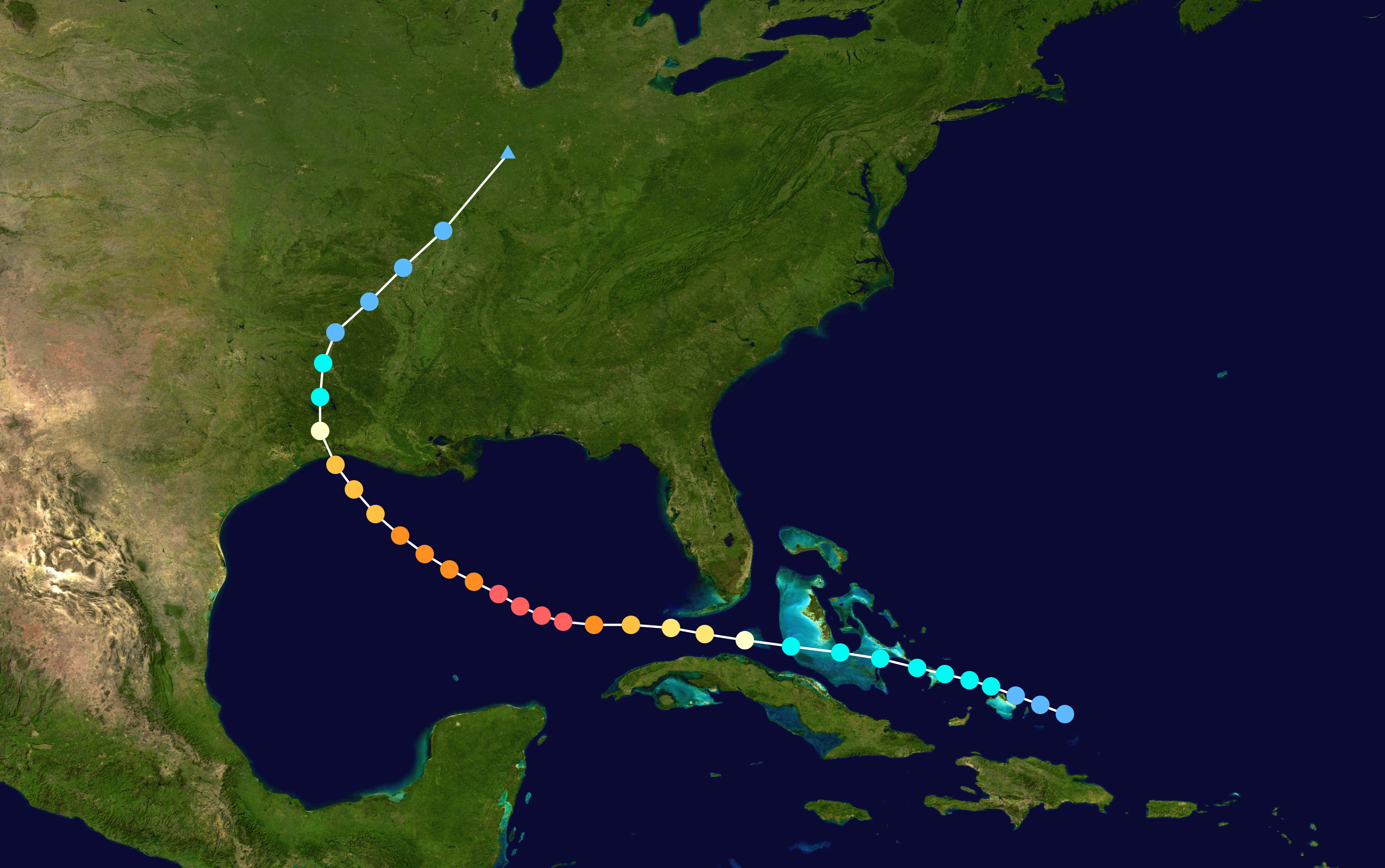
Zugbahn von Hurrikan Rita

Der Hurrikan Rita bildete sich am Sonntag, dem 18. September 2005 aus der 18. Tropischen Depression westlich der Bahamas. Am 19. September gewann der Wirbelsturm Rita vor Florida in den warmen Küstengewässern weiter an Kraft und wurde zum Hurrikan der Stufe 2 hochgestuft. Im Süden der USA wuchs deshalb die Angst vor neuen Verwüstungen nach dem Hurrikan Katrina. In New Orleans stoppte Bürgermeister Ray Nagin die Rückkehr der wenige Wochen zuvor evakuierten Einwohner. Der Sturm verstärkte sich am 20. September zum neuntstärksten Hurrikan der Saison 2005 und richtete im Norden Kubas Verwüstungen an.

Hurrikan Rita im Golf von Mexiko, 21. September 2005 01:15 UTC

Nachdem der US-Bundesstaat Florida verhältnismäßig glimpflich davongekommen war, gewann Rita an Stärke und bedrohte Texas. Der Hurrikan erreichte am 21. September Windgeschwindigkeiten von über 250 km/h und wurde binnen weniger Stunden zu einem Hurrikan der Kategorie fünf hochgestuft. In New Orleans bereitete man sich darauf vor, dass Rita möglicherweise nach Norden abdrehen und wenige Wochen nach dem verheerenden Hurrikan Katrina erneut schwere Schäden anrichten könnte. Die Stadt musste deshalb erneut evakuiert werden. US-Präsident George W. Bush forderte die vom Hurrikan bedrohte Bevölkerung am Mittwochnachmittag (Ortszeit) auf, zu flüchten. „Wir müssen auf das Schlimmste eingestellt sein“, sagte Bush.
Mit Windgeschwindigkeiten von 265 Kilometern pro Stunde war Rita am 22. September stärker als der Hurrikan Katrina. Nach Einschätzung der Meteorologen war Rita der vielleicht schlimmste Wirbelsturm, der jemals Texas bedroht hat. Das National Hurricane Center gab als wahrscheinlichsten Ort für den Landgang das Gebiet der zentralen texanischen Küste zwischen Galveston und Corpus Christi an. In einigen Medien wurde Rita auf Grund der wahrscheinlichen Zugbahn und der erwarteten Sturmkräfte bereits mit dem Galveston-Hurrikan von 1900, der tödlichsten Naturkatastrophe in der US-Geschichte, verglichen. Weil Millionen Menschen vor dem Hurrikan flüchteten, kam es auf den Straßen von Texas und Louisiana am Freitag, dem 23. September zu riesigen Staus. Indes änderte der Hurrikan Rita leicht seine Richtung. Statt Houston waren damit die weiter östlich gelegene Hafenstadt Port Arthur und Lake Charles in Louisiana bedroht.
Am Samstag, dem 24. September traf Hurrikan „Rita“ um 02:38 Uhr Ortszeit bei Sabine Pass an der Grenze Louisiana-Texas auf das Festland. Bis zu diesem Punkt wurde „Rita“ auf der fünfstufigen Saffir-Simpson-Hurrikan-Windskala von der höchsten auf die dritthöchste Kategorie herabgestuft.
Obgleich es in vielen Gebieten zu Überschwemmungen kam, fielen die Schäden geringer als befürchtet aus. Der Wirbelsturm fegte mit heftigen Regenfällen und Sturmböen von bis zu 200 km/h über die US-Golfküste hinweg. Er trieb eine 2 bis 6 m hohe Flutwelle vor sich her. Im Tagesverlauf wurde „Rita“ zum Sturm der Kategorie 1 herabgestuft.

## Vorbereitungen auf den Hurrikan

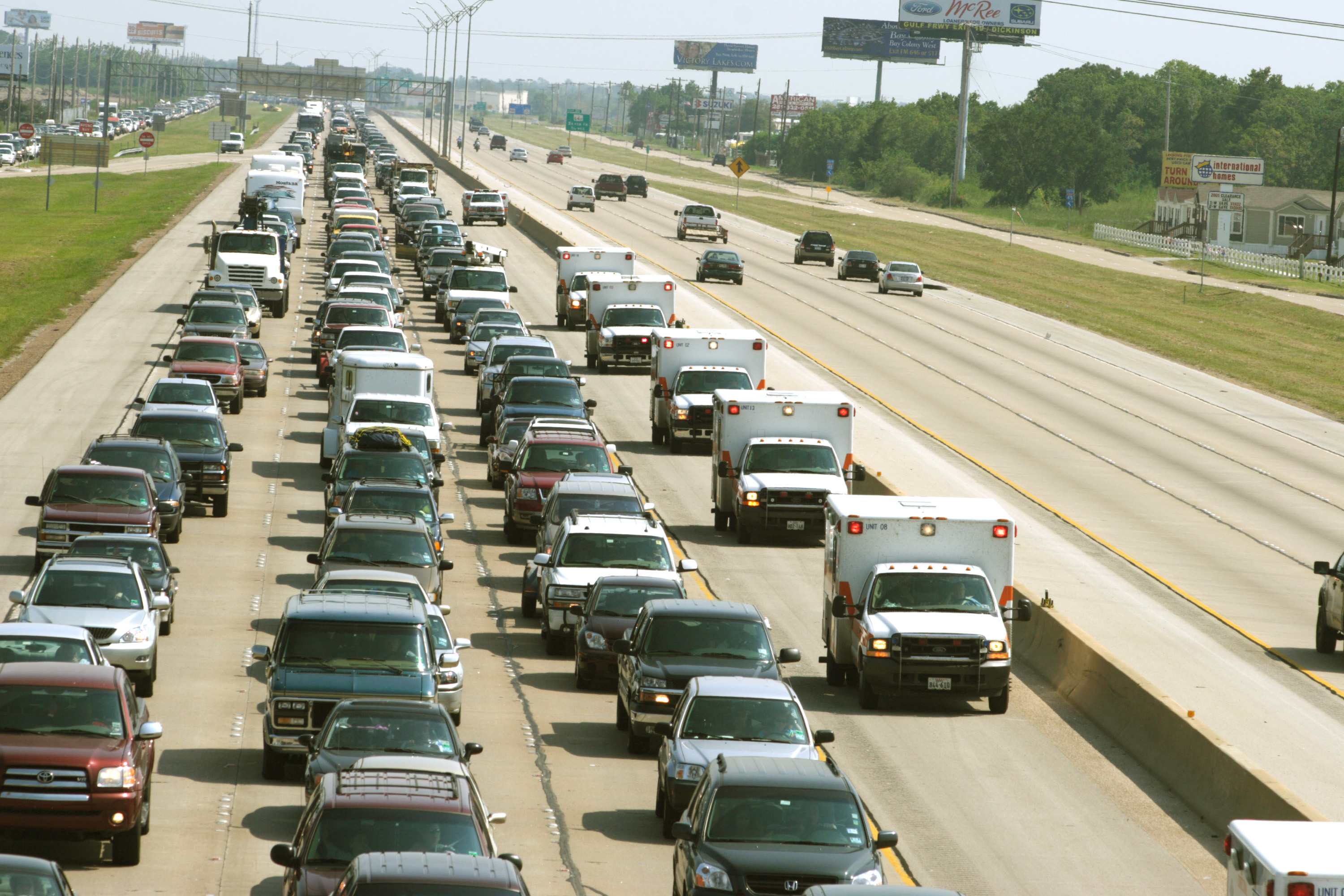
Kilometerlange Staus entstanden bei der Evakuierung von mehreren Millionen Menschen

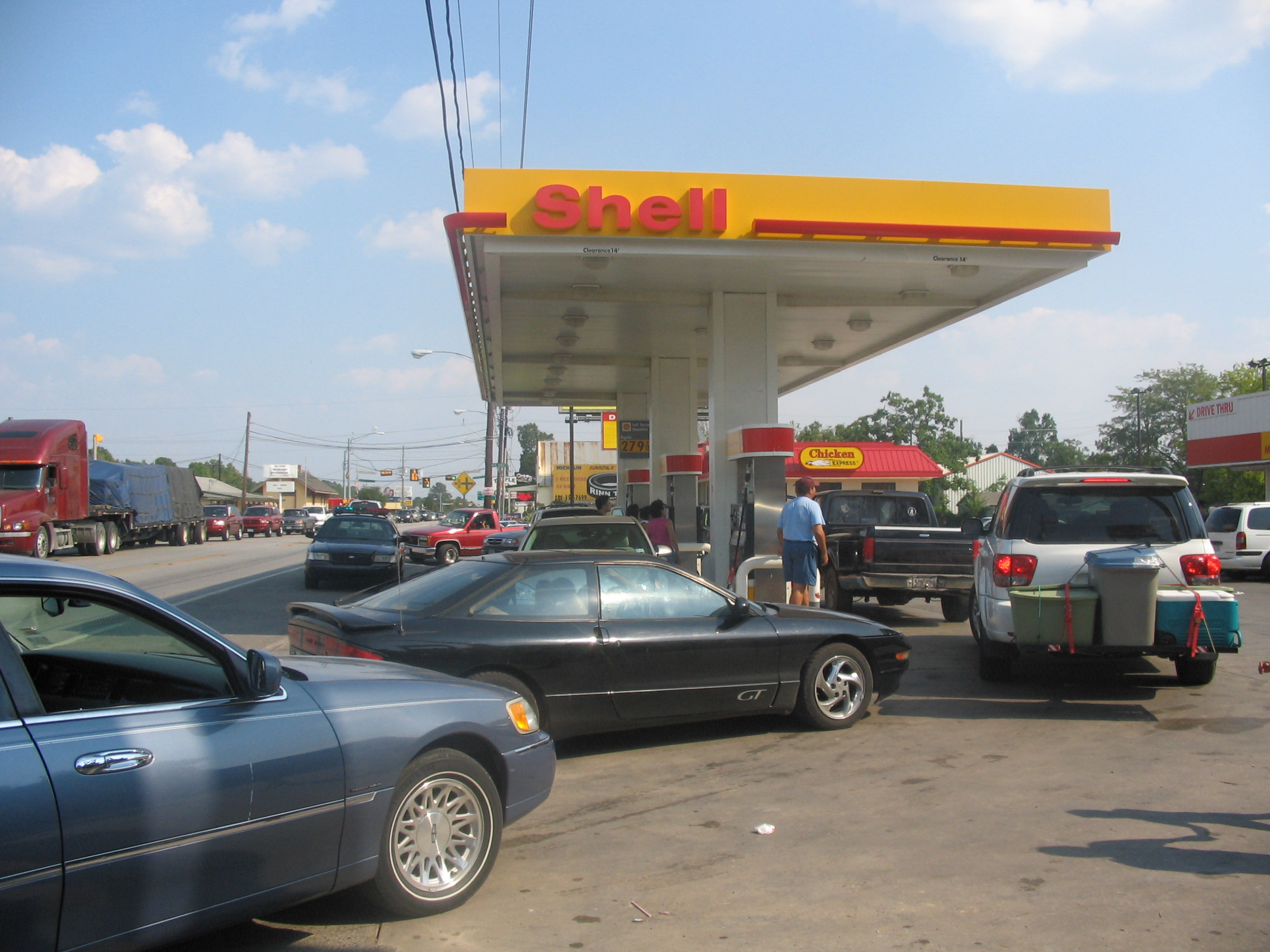
An vielen Tankstellen reichten die Benzinvorräte nicht aus und es kam zu erheblichen Wartezeiten

Die Behörden wiesen rund 1,3 Millionen Menschen an der Golfküste an, sich vor dem Hurrikan in Sicherheit zu bringen. Gefährdet war vor allem die gesamte texanische Küste, jedoch galten auch andere Küstenabschnitte als bedroht. Die Fluchtbewegung Richtung Norden löste auf den Autobahnen lange Staus aus, obwohl zeitweise auch die Gegenfahrbahnen für den Verkehr nach Norden freigegeben wurden. US-Präsident George W. Bush, dem ein schlechtes Krisenmanagement bei der Bewältigung der Folgen von Hurrikan Katrina vorgeworfen wurde, rief für Texas und Louisiana den Notstand aus. Die NASA schloss ihre Bodenzentrale in Houston, Ölkonzerne wie BP und Shell legten vorübergehend zahlreiche Ölplattformen im Golf von Mexiko sowie Raffinerien an der Golfküste still. Auch Atomreaktoren wurden vorsorglich abgeschaltet.

## Auswirkungen
Die Auswirkungen waren weniger schlimm als befürchtet. Insbesondere die Ölindustrie am Golf von Mexiko wurde nicht so stark beeinträchtigt wie zunächst befürchtet.
Starke Winde und sintflutartige Regenfälle sorgten dennoch für lokal sehr schwere Zerstörungen.

## … in der Energieversorgung
Während „Rita“ über Teile von Texas und Louisiana an der Golfküste der USA wütete, lag die Produktion von Erdgas nach Angaben der Behörden bei 47 % unter den Normalwerten.
Am 26. September 2005 waren in Louisiana noch rund 300.000 Haushalte ohne Strom, in Texas waren es rund 450.000.
„Wir können alle etwas beitragen, um Energie zu sparen“, sagte US-Präsident Georg W. Bush. Im Weißen Haus werden nun die Lichter früher ausgeknipst, die PC und Faxgeräte müssen abends ausgeschaltet werden, und wenn jemand auf sein Auto verzichtet, bekommt er eine Gratiskarte für die U-Bahn.

### Bevölkerung
Durch „Rita“ wurde die Zwangsevakuierung angeordnet. Zuvor hatten Tausende von Menschen die betroffenen Teile des Landes freiwillig verlassen. 24 Menschen starben in einem Hurrikan-Flüchtlings-Bus, als dieser explodierte.

### Politik
Der Präsident kündigte Kürzungen im Bundeshaushalt an. Die Ausgaben für die Wiederaufbauarbeiten an der Golf-Küste müssten durch Einschnitte in den nicht-sicherheitsrelevanten Bereichen gegenfinanziert werden. Kathleen Blanco, Gouverneurin von Louisiana, beantragte bei der Bundesregierung 34 Milliarden Dollar Wiederaufbauhilfe.
Die meisten Hurrikan-Opfer waren Schwarze und Arme, die sich nicht rechtzeitig in Sicherheit bringen konnten. Die Regierung hätte schneller gehandelt, wenn es sich bei den Betroffenen um reiche Weiße gehandelt hätte, warfen einige schwarze Politiker der Regierung vor. Diesen Vorwürfen widersprach Condoleezza Rice, Außenministerin; sie sagte, dass niemand auf Grund seiner Rasse allein gelassen worden sei.

### Kuba
Die Straßen der Hauptstadt Havanna lagen nach schweren Regenfällen unter Wasser. Es kam zu Stromabschaltungen und hunderttausende Menschen mussten aus den gefährdeten Gebieten im Norden Kubas evakuiert werden.
| Rang           | Hurrikan    | Saison | Min. Luftdruck hPa (mbar) |
| -------------- | ----------- | ------ | ------------------------- |
| 1              | Wilma       | 2005   | 882                       |
| 2              | Gilbert     | 1988   | 888                       |
| 3              | „Labor Day“ | 1935   | 892                       |
| 4              | Rita        | 2005   | 895                       |
| 5              | Allen       | 1980   | 899                       |
| 6              | Camille     | 1969   | 900                       |
| 7              | Katrina     | 2005   | 902                       |
| 8              | Mitch       | 1998   | 905                       |
| 8              | Dean        | 2007   | 905                       |
| 10             | Maria       | 2017   | 908                       |
| Quelle: HURDAT |             |        |                           |

### Texas
Die Küstenstadt Galveston wurden entgegen den ersten Befürchtungen nicht voll von Hurrikan Rita getroffen. Der Wirbelsturm zog im Osten an Galveston vorbei, der dabei vorherrschende Nordwind sorgte für eine nur schwach ausgeprägte, 2 m hohe Flutwelle, der die vorhandene Deichmauer standhielt. Zu Beginn des Hurrikans brach im Stadtzentrum ein Feuer aus, das von der Feuerwehr jedoch vor der weiteren Ausbreitung gelöscht werden konnte.
Die Millionenstadt Houston kam glimpflich davon. Umgestürzte Bäume und Ampelmasten sowie eingedrückte Fenster waren das vorherrschende Schadensbild.
Sehr stark beschädigt wurden die Städte Beaumont und Port Arthur, vornehmlich durch die starken Winde und Niederschläge. Umgerissene Bäume und die Winde selbst beschädigten zahlreiche Gebäude. Port Arthur wurde zudem zu großen Teilen überflutet.

### Louisiana
In Louisiana wurden die schwersten Schäden verzeichnet. An die Küste brandete eine bis zu 6 m hohe Flutwelle. Orte wie Cameron, Hackberry und Holly Beach wurden dabei nahezu vollständig zerstört. Die Stadt Lake Charles wurde – ausgelöst durch schwere Niederschläge – meterhoch überflutet. Die Versicherungsschäden sind enorm. Zwischen 3 und 6 Milliarden Dollar (4,9 Mrd. Euro). Jede Person im betroffenen Gebiet bekommt jedoch gerade mal 500–1000 Dollar. Von dem Geld können aber höchstens die Aufräumarbeiten bezahlt werden. Wenn das Geld von der Versicherung verbraucht wurde, müssen Neuanschaffungen eigenständig bezahlt werden.
Da viele Menschen dieses Geld nicht haben, kann nichts erneuert werden.
Das wenige Wochen zuvor von Hurrikan Katrina schwer beschädigte New Orleans wurde nur von Ausläufern getroffen und weit weniger in Mitleidenschaft gezogen als zunächst befürchtet. Die Wiederbesiedlung war bereits am 22. September 2005 gestoppt worden, weil die zum Teil nur notdürftig reparierten Deiche so vorgeschädigt waren, dass sie bereits bei geringer Belastung durch Rita teilweise zerstörungsgefährdet waren. Die von den Ausläufern verursachten starken Regenfälle ließen einen zuvor nur notdürftig reparierten Deich brechen, über 30 Straßenzüge des Armenviertels Ninth Ward wurden erneut überschwemmt.

### Weitere Staaten
Rita, mittlerweile zu einem tropischen Tiefdruckgebiet herabgestuft, verursachte in den Staaten Mississippi und Arkansas mehrere Tornados, die lokale Schäden hervorriefen.

### Gesamtschaden und Todesfälle
Der Gesamtschaden wurde auf etwa 8 bis 11 Milliarden US-Dollar geschätzt. Etwa 2 Millionen Menschen litten unter Stromausfällen.
Für 119 Todesfälle (Stand: 3. Oktober 2005) wird Hurrikan Rita verantwortlich gemacht. Nur sechs davon wurden direkt durch den Wirbelsturm verursacht (Tornados: 1, umgestürzte Bäume: 3, in Florida zwei Ertrunkene durch Brandungsrückströme bei erhöhtem Wellengang durch den entfernten Hurrikan).
Die meisten Todesfälle wurden indirekt verursacht, beispielsweise durch Autounfälle und Unfälle bei Aufräumarbeiten. So starben in Texas zwanzig meist ältere und behinderte Menschen, als der Bus, der sie evakuieren sollte, durch einen mechanischen Defekt in Flammen aufging.

## Umweltschäden durch Hurrikan „Rita“
Ende September tobte Hurrikan „Rita“ über der Südküste der USA. Die Folgen waren erschütternd: Die Umwelt wurde stark beschädigt. Ölpipelines wurden gebrochen, wodurch das Wasser verseucht und viele Tiere vergiftet wurden.
Ganze Ortschaften wurden überflutet und zerstört.
Die Tiere fanden nicht genug Nahrung oder ertranken. Waldgebiete sind durch umherfliegende Gegenstände und dem vielen Wasser zerstört worden.
Die Waldgebiete mussten neu gepflanzt werden. Die Kanalisation wurde verseucht, wodurch Seen und Flüsse vergiftet wurden. Baustoffe wurden mit dem Wasser vermischt und gelangen dadurch in die Erde. Die Schäden gingen in die Millionenhöhe.

## Wirtschaftliche Folgen von „Rita“
Nach Hurrikan Katrina ließ Rita die Ölpreise weiter steigen. Und mit Texas ist das Zentrum der Amerikanischen Raffinerie getroffen. Obwohl die Stärke von „Rita“ auf dem Festland schnell nachließ, legte der Sturm  wichtige Raffinerien in den USA lahm. Aus Angst vor verheerenden Hurrikan-Folgen waren am Freitag an der US-Golfküste bereits 16 Öl-Raffinerien geschlossen worden. Schon vor der Ankunft von „Rita“ lagen 23 % der US-Raffinerien lahm. Trotzdem gab der Ölpreis an der New Yorker Ölbörse Nymex nach der Abstufung des Hurrikans in die Sturmkategorie 4 zunächst nach.
Experten warnten jedoch: „Die Ölpreise werden weiter steigen! Es gab zwar schon schwere Hurrikansaison, aber diese ist die verheerendste für die Mineralölbranche!“

### Börsenfolgen nach Rita
Am Nachmittag der Ankunft des Hurrikans „Rita“ fiel der Leitindex Dax um 0,59 % (auf 4847 Punkte) zurück. Zur gleichen Zeit verlor der MDax 0,6 % und fiel auf 6862 Punkte zurück. Der TecDax verlor 0,98 % und fiel auf 600 Punkte zurück.